# 혁명 기념일
혁명 기념일(프랑스어: Fête nationale française)은 프랑스의 국경일로, 매년 7월 14일이다. 1789년 7월 14일 프랑스 혁명의 발단이 된 바스티유 습격의 1주년을 기념해 이듬해 1790년에 실시한 건국기념일(Fête de la Fédération)이 기원이다.

## 같이 보기
- 독립기념일 (영화)
- 바스티유 데이
- 벨빌의 세 쌍둥이
- 바스틸
- 바스티유 광장
- 프랑스의 공휴일